# Β-Alanina
β-Alanina, kwas 3-aminopropionowy – organiczny związek chemiczny z grupy aminokwasów, izomer konstytucyjny α-alaniny, podstawowego aminokwasu białkowego. Należy do tzw. β-aminokwasów, w których grupa aminowa znajduje się przy węglu β w stosunku do grupy karboksylowej.

## Biochemia
β-Alanina jest składnikiem dwupeptydu karnozyny (β-alanylo-L-histydyny), której biosynteza uzależniona jest od dostępności β-alaniny jako substratu. Karnozyna buforuje spadek pH związany m.in. z powstawaniem kwasu mlekowego w mięśniach w trakcie wysiłku. Z tego względu przyjmowanie β-alaniny zmniejsza zmęczenie fizyczne. Stwierdzono także zwiększenie wielkości całkowitej wykonanej pracy przy maksymalnej mocy (wysiłku) – o 13% po 4 tygodniach suplementacji i o 16% po 10 tygodniach. Poza tym β-alanina jest składnikiem innych biologicznie czynnych związków, np. kwasu pantotenowego, peptydów: baleniny (β-alanylo-1-metylo-L-histydyna) i anseryny (β-alanylo-3-metylo-L-histydyna). Z tego powodu jest składnikiem odżywek i stacków kreatynowych.
β-Alanina powstaje w wątrobie w wyniku degradacji uracylu.